# Sirkka Polkunen
Sirkka Tellervo Polkunen (Jyväskylä, 6 november 1927 - Laukaa, 28 september 2014) was een Fins langlaufster. 

## Carrière
Polkunen nam deel aan de Olympische Winterspelen  1952 waar het langlaufen voor vrouwen voor het eerst op het programma stond, zij eindigde als vijfde op het enige onderdeel de 10 kilometer. Tijdens de wereldkampioenschappen van 1954 eindigde Polkunen als 6de op de 10 kilometer en met de Finse ploeg won zij de zilveren medaille in de estafette. Polkunen behaalde haar grootste succes met het winnen van olympisch goud in de estafette in 1956.

## Belangrijkste resultaten

### Olympische Winterspelen
| Editie | Plaats            | Resultaten           |
| ------ | ----------------- | -------------------- |
| 1952   | Oslo              | 5e 10 km             |
| 1956   | Cortina d'Ampezzo | 8e 10 km · estafette |

### Wereldkampioenschappen langlaufen
| Jaar | Plaats            | Resultaten           |
| ---- | ----------------- | -------------------- |
| 1952 | Oslo              | 5e 10 km             |
| 1954 | Falun             | 6e 10 km · estafette |
| 1956 | Cortina d'Ampezzo | 8e 10 km · estafette |